# Frielinghausen (Overath)
Frielinghausen ist ein Ortsteil von Steinenbrück in der Stadt Overath im Rheinisch-Bergischen Kreis in Nordrhein-Westfalen, Deutschland.

## Lage und Beschreibung
Der kleine Ortsteil Frielinghausen liegt zwischen der Bundesautobahn 4 und der Landesstraße 136, die Steinenbrück mit Heiligenhaus verbindet. Naheliegende Orte sind Neuenhausen, Unterbech und Kleindresbach.

## Geschichte
Frielinghausen wurde im Jahr 958 als Frilenhusen urkundlich erwähnt.
Die Topographia Ducatus Montani des Erich Philipp Ploennies, Blatt Amt Steinbach, belegt, dass der Wohnplatz bereits 1715 drei Hofstellen besaß, die als Frilinghusen beschriftet sind. Carl Friedrich von Wiebeking benennt die Hofschaft auf seiner Charte des Herzogthums Berg 1789 als Frilinghausen. Aus ihr geht hervor, dass der Ort zu dieser Zeit Teil der Honschaft Löderich im Kirchspiel Overath war.
Der Ort ist auf der Topographischen Aufnahme der Rheinlande von 1817 als Frielinghausen verzeichnet. Die Preußische Uraufnahme von 1845 zeigt den Wohnplatz unter dem Namen Frilinghausen. Ab der Preußischen Neuaufnahme von 1892 ist der Ort auf Messtischblättern regelmäßig als Frielinghausen verzeichnet.
1822 lebten 53 Menschen im als Hof kategorisierten und Freilinghausen bezeichneten Ort, der nach dem Zusammenbruch der napoleonischen Administration und deren Ablösung zur Bürgermeisterei Overath im Kreis Mülheim am Rhein gehörte. Für das Jahr 1830 werden für den als Frielinghausen bezeichneten Ort 60 Einwohner angegeben. Der 1845 laut der Uebersicht des Regierungs-Bezirks Cöln als Hof kategorisierte Ort besaß zu dieser Zeit sieben Wohngebäude mit 41 Einwohnern, alle katholischen Bekenntnisses.
Die Liste Einwohner und Viehstand von 1848 zählt für Frielinghausen 58 Bewohner auf, darunter 30 Kinder unter 16 Jahren. Fünf der Haushaltsvorstände waren als Ackerer eingetragen, fünf als Tagelöhner, zwei als Schuster, einer als Flurschütz  und einer als ohne Gewerb. Als Nachnamen waren verzeichnet: Brüssel, Court, Gammersbach, Kallsbach, Klein, Leffelsender, Trompeter, Schwamborn und Wirtz. Die Schuster hatten jeweils fünf Kinder und besaßen 1 Ziege beziehungsweise 1 Kuh.
Die Gemeinde- und Gutbezirksstatistik der Rheinprovinz führt Frielinghausen 1871 mit 16 Wohnhäusern und 85 Einwohnern auf. Im Gemeindelexikon für die Provinz Rheinland von 1888 werden für Frielinghausen 17 Wohnhäuser mit 84 Einwohnern angegeben. 1895 besitzt der Ort 16 Wohnhäuser mit 82 Einwohnern, 1905 werden 16 Wohnhäuser und 102 Einwohner angegeben.